# Kyphosidae
Kyphosidae' är en familj av fiskar. Kyphosidae ingår i ordningen abborrartade fiskar (Perciformes). Enligt Catalogue of Life omfattar familjen Kyphosidae 50 arter.
Arterna förekommer i alla hav förutom i polartrakterna. I familjen finns arter som äter alger och andra arter som jagar ryggradslösa djur.
Exemplaren har i ryggfenan 9 till 16 taggstrålar och 11 till 28 mjukstrålar. Vid äggläggningen bildas stora stim. Familjens medlemmar vistas ofta nära kusterna. Hos arterna förekommer tänder som liknar människans framtänder. De har ett långsträckt tarmsystem.
Släkten enligt Catalogue of Life:
- Atypichthys
- Bathystethus
- Doydixodon
- Girella
- Graus
- Hermosilla
- Kyphosus
- Labracoglossa
- Medialuna
- Microcanthus
- Neatypus
- Neoscorpis
- Scorpis
- Sectator
- Tilodon